# فیلیپ ریو
فیلیپ ریو (انگلیسی: Philip Reeve؛ زادهٔ ۲۸ فوریهٔ ۱۹۶۶) یک نویسنده و پدیدآور اهل بریتانیا است. رمان موتورهای مرگبار اثر وی است.